# Phaedyma gregalis
Phaedyma gregalis är en fjärilsart som beskrevs av James John Joicey och Alfred Noakes 1915. Phaedyma gregalis ingår i släktet Phaedyma och familjen praktfjärilar. Inga underarter finns listade i Catalogue of Life.